# Laktat-malat transhidrogenaza
Laktat-malat transhidrogenaza (EC 1.1.99.7, malat-laktatna transhidrogenaza) je enzim sa sistematskim imenom (S)-laktat:oksaloacetat oksidoreduktaza. Ovaj enzim katalizuje sledeću hemijsku reakciju
()-laktat + oksaloacetat {\displaystyle \rightleftharpoons } piruvat + malat
Ovaj enzim katalizuje transfer vodonika sa C3 ili C4 (S)-2-hidroksi kiseline na 2-okso kiseline. On sadrži čvrsto vezani nikotinamidni nukleotid u svom aktivnom centru. Ova prostetička grupa se ne može ukloniti bez denaturacije proteina.

## Literatura
- Nicholas C. Price; Lewis Stevens (1999). Fundamentals of Enzymology: The Cell and Molecular Biology of Catalytic Proteins (Third изд.). USA: Oxford University Press. ISBN 019850229X.
- Eric J. Toone (2006). Advances in Enzymology and Related Areas of Molecular Biology, Protein Evolution (Volume 75 изд.). Wiley-Interscience. ISBN 0471205036.
- Branden C; Tooze J. Introduction to Protein Structure. New York, NY: Garland Publishing. ISBN 0-8153-2305-0.
- Irwin H. Segel. Enzyme Kinetics: Behavior and Analysis of Rapid Equilibrium and Steady-State Enzyme Systems (Book 44 изд.). Wiley Classics Library. ISBN 0471303097.
- William P. Jencks (1987). Catalysis in Chemistry and Enzymology. Dover Publications. ISBN 0486654605.

## Spoljašnje veze
- Lactate---malate+transhydrogenase на 